# Shakun Batra
Shakun Batra (Nuova Delhi, 1º gennaio 1983) è un regista e sceneggiatore indiano.

## Filmografia parziale
Regista e sceneggiatore
- Ek Main Aur Ekk Tu (2012)
- Kapoor & Sons (2016)

Assistente regista
- Jaane Tu... Ya Jaane Na (2008)
- Rock On!! (2008)
- Don 2 (2011)

## Premi
- International Indian Film Academy Awards
  - 2017: "Best Story"
- Filmfare Awards
  - 2017: "Best Screenplay", "Best Story"
- Stardust Awards
  - 2017: "Best Story"
- Zee Cine Awards
  - 2016: "Best Story"